# Макарій III (папа Александрійський)
Макарій III (копт. Ⲡⲁⲡⲁ Ⲁⲃⲃⲁ Ⲙⲁⲕⲁⲣⲓⲟⲥ; 18 лютого 1872 — 31 серпня 1945) — 114-й папа (абба) Александрійський та патріарх усієї Африки при Святому Престолі Святого Марка у 1944—1945 роках.

## Життєпис

### Митрополитство
Народився 1872 року в Ель-Махалла-ель-Кубра. З дитинства визначив для себе церковну діяльність. Здобув відповідну освіту, ставши експертом у літургійних дослідженнях церкви та біблеїстиці, володів арабською, французькою, коптською, англійською, грецькою та арамейською мовами.
1895 року призначено митрополитом Ас'юту. Підтримував зусилля папи Кирила V з фундування нових шкіл: 1900 року засновано таку для хлопчиків, а 1909 року — для дівчат. Також зводив нові та реставрував старі храми, стимулював священників взаємодіяти з парафіянами у формі катехитароських занять, закликав коптів до активної соціальної діяльності. Разом з тим протидіяв місіонерській діяльності католиків й протестантів.
1910 року брав участь у Русі консолідації. 1911 року очолив Коптський конгрес — з'їзд коптських представників, — що закликав хедіва Аббаса II забезпечити рівність прав коптів-християн і мусульман. 1919 року очолював місцевих коптів, підтримуючи Єгипетську революцію.
У 1930-х роках підтримав концепцію «слуг церкви» — мирян, що стали присвячувати значну частину власного часу і майна церковній діяльності. Митрополит також провів реформу церковного майна, передавши матеріально-фінансові питання під управління місцевої ради громад, що принесло Макарію надзвичайну популярність.

### Папство
19 лютого 1944 року обирається новим папою. Вже 22 лютого він видав документ, у якому описав наміри церкви відновлювати монастирі, оновлювати монахів науково і духовно, а також притягувати до відповідальності титарів чернечих. Це призвело до великого розколу між Священним Синодом і Генеральною радою громад. Кілька разів Хабіб Ельмасрі, секретар Генеральної ради громад Коптської православної церкви, відкрито висловлював незгоду з цим обранням. 7 червня Священний Синод подав звернення до папи та міністра юстиції щодо закону про особистий статус єгиптян-немусульман, оскільки вони вважали, що він суперечить церковному канону та зачіпає дві святі таїнства Церкви: шлюб і священство.
Під час свого папства Макарій III не висвячував ні єпископів, ні митрополитів. Це було витлумачено як ознака його жалю, що він прийняв цю посаду, попри те, що до цього він був митрополитом. Водночас папа намагався реформувати управління церковним майном і фінансами, передавши його до Генеральної ради громад, чого та домагалася ще за Кирила V. Тепер проти такого наміру виступив Священний Синод, звернувшись зі скаргою до прем'єр-міністра Мустафи Наххас-паши, але той підтримав Макарія III.
Оскільки конфлікт тривав, Священний Синод і Генеральна рада громад не змогли дійти згоди. Не зумівши їх примирити, папа залишив столичну резиденцію та вирушив до Хелуану. Пізніше пішов до східних монастирів у супроводі єпископів і оселився в монастирі святого Антонія Великого на Червоному морі. Потім пішов до монастиря святого Павла Фівейського. Ці зміни були болючими для коптів. Коли прем'єр-міністр Ахмад Махір-паша дізнався про цю проблему, він працював над її вирішенням, внаслідок чого папа повернувся до Каїру.
Несподівано помер у серпні 1945 року. Наступником його став Йосип II.